# Plurellidae
Plurellidae zijn een familie van zakpijpen (Ascidiacea) uit de orde van de Phlebobranchia.

## Geslachten
- Microgastra Kott, 1985
- Plurella Kott, 1973